# Sous le soleil sud-américain
Sous le soleil sud-américain (Bajo el sol sudamericano, en francés) es un disco de estudio de Los Calchakis, grabado en 1990 con el sello francés ARION.

## Lista de canciones
| N.º | Título                   | Música                                | Duración |  |
| 1.  | «Cóndores bolivianos»    | Manuel Coronel Ponce                  |          |  |
| 2.  | «Makumba»                | Hector Villa-Lobos                    |          |  |
| 3.  | «Pizarro y el inca»      | Víctor Heredia                        |          |  |
| 4.  | «Sierras peruanas»       | folklore arr. A. Mª Miranda           |          |  |
| 5.  | «Violeta Parra»          | César Isella y H. Miranda             |          |  |
| 6.  | «Gabriel García Márquez» | César Isella y H. Negro               |          |  |
| 7.  | «Ríos colombianos»       | A. Mª Miranda                         |          |  |
| 8.  | «Por montes y valles»    | Teófilo Vargas Candia                 |          |  |
| 9.  | «Volcanes chilenos»      | Sergio Arriagada                      |          |  |
| 10. | «Jorge Luis Borges»      | Enzo Gieco y H. Miranda               |          |  |
| 11. | «Lo que más quiero»      | Violeta Parra e Isabel Parra          |          |  |
| 12. | «Altiplano argentino»    | folklore                              |          |  |
| 13. | «Pablo Neruda»           | H. Miranda y A. Mª Miranda            |          |  |
| 14. | «Danzante ecuatoriano»   | Jorge Enrique Adoum y Gerardo Guevara |          |  |

## Integrantes
- Héctor Miranda
- Enrique Capuano
- Sergio Arriagada
- Sergio Roa Brith
- Cichi Almeida